# Vamba (re visigoto)
Vamba o Wamba (Penamacor, 600 circa – Pampliega, 688) è stato Re dei Visigoti dal 672 al 680/681.

## Biografia

L'Europa nel 651; il regno dei Visigoti, durante il regno di Vamba, occupava la quasi totalità della penisola iberica e la Gotia, nella Gallia sud-occidentale

Il re dei Visigoti Reccesvindo morì nel 672 nel paese chiamato Gérticos, a circa 13 chilometri da Valladolid, come conferma anche Henri Leclercq, nel suo L'Espagne chrétienne. Il Chronica Regum Visigotthorum cita Reccesvindo, confermando che fu re, da solo per ventitré anni sette mesi e undici giorni e morì nel settembre del 672, come il Laterculus regum Visigothorum; mentre il Chronicon Albeldense conferma che Reccesvindo regnò assieme al padre Chindasvindo.
Nello stesso paese di Gérticos, il 21 settembre 672, secondo la Cronica Alfonso III, fu eletto il successore, nella persona di Vamba, un nobile già avanti negli anni, che non avrebbe voluto essere candidato alla carica, quasi contro la sua volontà; da quel giorno il paese di Gérticos prese, e mantiene tuttora, il nome di Wamba.
Ma la sua elezione, come ricorda lo storico Rafael Altamira y Crevea, fu contestata dai nobili di Nîmes e di Narbona; sicché Vamba, per affermare la propria autorità, circa un mese dopo (in ottobre) si fece consacrare con l'unzione sacra dall'arcivescovo di Toledo. Vamba fu il primo re d'origine «barbara» a farsi consacrare in Occidente, per legittimare il suo potere; sarà imitato, circa ottant'anni dopo, dal re dei franchi Pipino il Breve.
Il nuovo re dovette lottare contro i nobili ribelli, sia ariani sia cattolici, e reprimere le rivolte dei vàsconi, negli attuali Paesi Baschi, che furono sconfitti; ma soprattutto dovette intervenire in Settimania per combattere il duca Paolo, che, con il sostegno dei nobili locali, si era proclamato re a Narbona, e aveva ottenuto anche l'appoggio di Childerico II, re merovingio dei franchi. Nel 673, dopo avere ripreso Tarragona, Barcellona e Narbona, riuscì a ottenere la vittoria e catturare il duca ribelle, che s'era asserragliato nell'arena di Nîmes (trasformata in fortezza dai visigoti, nel V secolo). Dopo averlo fatto prigioniero Paulo e i suoi alleati, a Toledo, furono condannati alla prigione, dopo che gli erano stati tagliati i capelli, ma le loro vite furono risparmiate, come riporta il vescovo di Toledo Giuliano II (642-690), autore della Historia rebellionis Pauli adversus Wambam. La Historia rebellionis Pauli adversus Wambam è riportata nel sesto volume della España sagrada che con la Historia Wambæ Regis è fonte della maggior parte delle notizie riguardanti Vamba. Henri Leclercq, nel suo L'Espagne chrétienne riporta la sfilata dei prigionieri nelle vie di Toledo, rasati, a piedi nudi e vestiti di un sacco.
Per ridare spirito guerriero al popolo goto riorganizzò militarmente lo Stato, e soprattutto rese più effettivo l'obbligo del servizio militare, per nobili e clero, con una legge del 673, che fu aggiunta al codice di Reccesvindo: coloro che rifiutavano di prestar servizio nell'esercito venivano privati dei diritti civili.
Sotto il suo regno iniziarono le incursioni e le razzie dei cavalieri berberi, islamizzati da pochi anni, nel sud del regno visigoto (nell'Andalusia attuale). Particolarmente grave fu l'attacco alla città di Algeciras; circa duecentosessanta navi dei musulmani attaccarono la costa meridionale della Spagna, ma gli invasori furono respinti, e la loro flotta distrutta.
In seguito egli stesso avrebbe cominciato ad arruolare questi berberi come mercenari, nonostante le molte proteste, tra cui quelle della Chiesa cattolica.
Tra il 675 e il 676 Vamba aveva convocato l'XI Concilio di Toledo, che cercò di combattere l'eresia e la crapula (bere e mangiare oltre misura) del clero.
Vamba, assieme all'arcivescovo di Siviglia Giuliano, decise che la religione ebraica dovesse sparire completamente dal regno: organizzò quindi il prelievo forzato dei bambini ebrei, per obbligarli a ricevere il battesimo cattolico e un nome cristiano.
Il 14 ottobre 680 Vamba si ammalò e quando si riprese cedette il potere a Ervige, un nobile che durante la sua malattia si era mostrato molto sollecito, il quale fu immediatamente consacrato re dal metropolita di Toledo.
Secondo Altamira a causa delle sue riforme in campo militare e religioso, la contestazione nei suoi confronti crebbe sempre più, finché, in seguito a una congiura capeggiata da un nobile, il conte Ervige, appoggiato dal metropolita di Toledo, Vamba fu detronizzato.
Secondo le Cronache di Alfonso III Ervige offrì a Vamba un infuso d'erba chiamata spartus; solo dopo avere bevuto la bevanda, che gli aveva fatto perdere la memoria, Vamba abdicò a Ervige. Nell'ottobre dello stesso anno, dopo essere stato tonsurato, si ritirò in un monastero della regione di Burgos, dove morì nel 681, dopo essere stato re per otto anni e un mese, vivendo ancora sette anni e tre mesi.
Il Chronica Regum Visigotthorum cita Vamba, confermando che fu re per otto anni un mese e quattordici giorni, come il Laterculus regum Visigothorum; mentre il Chronicon Albeldense conferma che Vamba regnò otto anni, sconfisse Paulo e fu detronizzato da Ervige.
Malgrado le vicende agitate del suo regno, Vamba fu considerato l'ultimo grande re visigoto. La sua deposizione segnò l'inizio della fine del regno dei visigoti. E anche il popolo dei goti, dopo la conquista arabo-berbera, divenne un popolo di mozarabi.

## Dinastia
Di Vamba non si conoscono gli ascendenti, né il nome di una eventuale moglie né alcuna discendenza. Tuttavia, secondo il Diccionario biográfico español, Real Academia de la Historia, la sua famiglia potrebbe essere stata originaria della parte occidentale del regno, tra gli attuali Portogallo e Galizia, poiché durante il regno del suo predecessore Vamba si prodigò per il clero galiziano e presentò il testamento del vescovo di Braga; inoltre, a questa origine si potrebbe ascrivere il toponimo di una torre di guardia a sud del fiume Tago, vicino a Vila Velha de Ródão, chiamata torre (castelo) do rei Vamba. Nelle Cronache di Alfonso III viene affermato che il re dei Visigoti Egica sarebbe stato un nipote di Vamba, tesi accolta anche dal Diccionario biográfico español, Real Academia de la Historia. In seguito, a Egica successero il figlio Witiza e poi il nipote Agila II.

### Fonti primarie
- (LA)  Chronica Regum Visigotthorum, España Sagrada Tomo II.
- (LA)  Anastasii abbatis opera omnia.
- (LA)  Monumenta Germaniae Historica, Auctorum antiquissimorum, tomus XIII, Laterculus regum Visigothorum.
- (LA)  Monumenta Germaniae Historica, Scriptores rerum Merovingicarum.
- (LA)  #ES Patrologiae latinae, Volume 80.
- (LA)  España sagrada. 6, Historia Wambæ Regis.
- (LA)  #ES Cronica Alfonso III.

### Letteratura storiografica
- Rafael Altamira, La Spagna sotto i Visigoti, in Storia del mondo medievale, vol. I, Garzanti, 1999,  pp. 743-779.
- (FR)  #ES L'Espagne chrétienne
- Giordana Di Ermenegildo, La storia di re Wamba, ed. flower-ed, ISBN 978-88-97815-02-0.